# Tekvondo
Tekvondó (tudi taekwondó) je borilna veščina, ki je bila ustanovljena leta 1955 v Južni Koreji. Šport se je takrat imenoval tae soo do, kasneje so ga preimenovali v tekvondo.
Na ozemlju današnje Koreje so že pred 2000 leti trenirali borilno veščino, podobno tekvondoju, imenovano soo soo. V začetku 20. stoletja so Japonci začeli zatirati vse elemente korejske kulture, vendar so mojstri gojili tekvondo skrivaj.
Tekvondo je ustanovil general Čoj Hong-hi mojster deseti dan (1918–2002). Deli se na dve različici, ITF in WTF. Oblika ITF (International Taekwon-do Federation) je bila ustanovljena leta 1966, oblika WTF (World Taekwondo Federation) pa leta 1973 in je danes olimpijski šport.
WTF oblika tekvondoja se od ITF oblike razlikuje predvsem v tem, da je WTF veliko bolj usmerjen na delo nog, kar je pripeljalo do razvoja zelo atraktivnih in močnih nožnih udarcev. Udarci v WTF tekvondoju so tudi silovitejši, zaradi česar se je uvedla obvezna uporaba ščitnikov. V borbi se uporabljajo ščitniki za podlahti, ščitniki za goleni, ščitnik za telo, ščitnik za zobe, ščitnik za genitalije, zaščitni copati za zaščito narta, rokavice, čelada. 
Tekvondo je v osnovnem pomenu samoobrambi namenjen neoborožen boj. Taekwondo v dobesednem prevodu pomeni: Tae - nožna tehnika, Kwon - ročna tehnika in do - umetnost ali način življenja. Sama borilna veščina je sestavljena iz tako imenovanega sparinga ali borb, form ali tehnike, samoobrambe in testa moči. 
Tekvondo pozna naslednje barve pasov: 
- beli (označuje nosilčevo nedolžnost, saj začetnik nima predhodnega znanja tekvondoja),
- rumeni (ponazarja zemljo iz katere rastejo korenine, tako začne tudi tekvondo),
- zeleni (ponazarja rast rastlin, tekvondo napreduje),
- modri ponazarja nebo proti kateremu rastejo rastline),
- rdeči (pomeni nevarnost, učence opozarja na trening z nadzorom) in
- črni (nasprotje belega, oznanja nosilčevo temačnost in strah).

Obstajajo pa tudi dijaške stopnje in sicer višji beli, višji rumeni, višji zeleni, višji modri in višji rdeči pas. 
Form je 24 v ITF (vsaka forma predstavlja svojo uro dneva), 17 v WTF. Imena pa so dobile po pomembnih dogodkih in osebnostih iz korejske zgodovine.